# 烏爾米耶機場
烏爾米耶機場（IATA：OMH；ICAO：OITR）是一座位於伊朗西亞塞拜然省烏爾米耶郡中央區的機場。

## 外部連結
- NOAA/NWS上OITR机场的即時天氣